# SARS
SARS (hudi akutni respiratorni sindrom, angl. severe acute respiratory syndrome) je resna respiratorna bolezen, ki jo povzroča koronavirus. Gre za atipično pljučnico, ki so jo prvič opazili novembra 2002 v kitajski provinci Guangdong. V času do julija 2003 je grozila pandemija; po znanih podatkih se je okužilo 8.096 ljudi, od tega je bilo 774 smrtnih primerov.
Maja 2005 je Svetovna zdravstvena organizacija objavila, da je bolezen iztrebljena – to je šele druga bolezen, ki je dobila takšno oznako, prve so bile črne koze. Odtlej niso zaznali nobene okužbe niti niso odkrili virusa kjer koli izven laboratorijev.
Smrtnost okužbe je pri bolnikih, mlajših od 24 let, znašala 1 odstotek, pri bolnikih, starih 25–45 let 6 odstotkov, pri starih 45–64 let 15 odstotkov, pri starejših od 65 let pa kar več kot 50 odstotkov.

## Povzročitelj
Navadno povzročajo atipične pljučnice bakterije, kot so klamidije, mikoplazme in legionele, vendar pri bolnikih s SARS-om teh bakterij niso odkrili. Bolezen se tudi ni odzivala na zdravljenje z antibiotiki. Zatorej so se pojavile domneve, da je povzročitelj virus. Sprva so menili, da je povzročitelj paramiksovirus, 26. marca 2003 pa so se pojavili močnejši sumi, da gre za koronavirus. Virus so kot nov tip koronavirusov hkrati identificirali na hongkonški univerzi, hamburškem inštitutu Bernhard-Nocht-Institut in v atlantskem Centru za nadzor bolezni. Na podlagi virusovega genoma obstajata teoriji, da je nov virus nastal bodisi z mutacijo ali pa je že obstoječ virus preskočil iz neke živalske vrste tudi na človeka. Virusov genom je uspelo dešifrirati kanadskim raziskovalcem.
Nekateri strokovnjaki menijo, da predstavlja žarišče virusov določena živalska vrsta, verjetno cibetovka, ki živi na jugu Kitajske in ki jo tam prodajajo na tržnicah ter uživajo kot delikateso. Ugotovili so tudi, da lahko imajo kot vektorji okužbe pomembno vlogo ščurki. 
Septembra 2005 je študija na številnih divjih živalih širšega hongkonškega območja pokazala, da virus prenašajo tudi netopirji Rhinopholus sinicus. V kar 40 odstotkih primerov so bili omenjeni netopirji okuženi s koronavirusi, ki so genetsko zelo podobni virusom, odkritih pri bolnikih s SARS-om. Vendar netopirji niso kazali nobenih bolezenskih znakov.

## Simptomi
Inkubacijska doba okužbe znaša 2–7 dni. Simptomi, ki jih omenja SZO, so:
- vneto žrelo
- kašelj in hripavost
- visoka vročina (nad 38 °C), ki se pojavi nenadno in se hitro viša
- dihalna stiska
- bolečine v mišicah
- glavobol
- vnetje pljuč (pljučnica)
- možni posledici sta tudi trombocitopenija in levkocitopenija

## Zdravljenje
Ker so povzročitelji virusi, antibiotiki niso učinkoviti. Zato so simptome lajšali zlasti z antipiretiki, dovajanjem kisika ter umetno ventilacijo.
Bolnike s SARS-om je potrebno izolirati.
Strokovnjaki so preskušali učinkovitost zdravil proti aidsu, hepatitisu, gripi in drugih protivirusnih zdravil.
Leta 2006 so s sistematičnim pregledom vseh študij, izvedenih leta 2003 med epidemijo, ugotovili, da ni nobenih dokazov o učinkovitosti protivirusnih zdravil, steroidov in drugih zdravil.
Najpogosteje uporabljena zdravila pri bolnikih so bili kortikosteroidi in ribavirin, vendar brez dokazane učinkovitosti.